# فیلم پورنوگرافی نقیضه

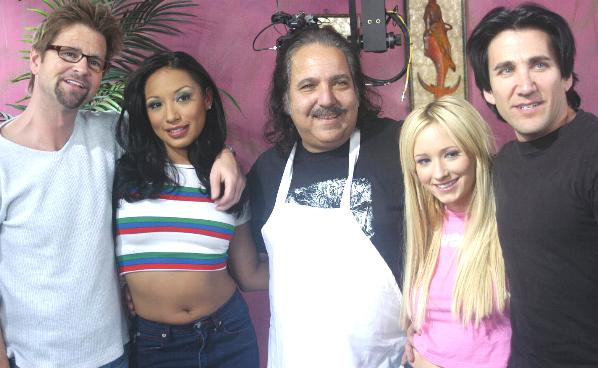
از چپ به راست: جف مولن، جاسمین برن، ران جرمی، هیلاری اسکات و اسکات دیوید

فیلم پورنوگرافی نقیضه (به انگلیسی: Pornographic parody film) یک زیر-ژانر از صنعت فیلم پورنوگرافی است که اساس داستان یا خط داستانی تولید، تقلید از یک نمایش تلویزیونی جریان اصلی، فیلم بلند، چهره سرشناس، بازی ویدیویی یا آثار ادبی است. همچنین این زیر-ژانر شامل تقلید از رویدادهای تاریخی یا معاصر مانند رسوایی‌های سیاسی است. این زیر-ژانر مورد استقبال صنعت بزرگسالان قرار گرفته‌است تا جایی که جایزه‌های عمده در این دسته توسط سازمان‌هایی مانند ای‌وی‌ان و ایکس‌آرسی‌او ارائه می‌شود.

## پیوندها به بیرون
- راهنمای نهایی برای نقیضه‌های علمی تخیلی و فانتزی پورن (NSFW) توسط Gizmodo
- راهنمای نهایی برای تقلب‌های پورن Pt. 2: ابرقهرمانان، پیشتازان فضا، جنگ ستارگان و وحشت (NSFW) توسط Gizmodo

 درگاه سکس‌شناسی